# Spadella interstitialis
Espèce
Spadella interstitialis est une espèce de chaetognathes de la famille des Spadellidae.

## Distribution
Spadella interstitialis a été trouvé dans les sables de la mer Méditerranée.

## Publication originale
- (de) H. Kapp et O. Giere, « Spadella interstitialis sp. nov., a meiobenthic chaetognath from Mediterranean calcareous sands », Meiofauna marina, vol. 14,‎ juillet 2005, p. 109-114 (ISSN 1611-7557).